# ميخائيل غولدفارب
ميخائيل غولدفارب (بالإنجليزية: Michael Goldfarb)‏ هو مؤلف وصحفي أمريكي، ولد في 20 سبتمبر 1950 في نيويورك في الولايات المتحدة.